# Iteadaphne caudata
Iteadaphne caudata är en lagerväxtart som först beskrevs av Christian Gottfried Daniel Nees von Esenbeck, och fick sitt nu gällande namn av Hsi Wen Li. Iteadaphne caudata ingår i släktet Iteadaphne och familjen lagerväxter. Inga underarter finns listade i Catalogue of Life.